# Liste de batailles du XXIe siècle
Cette page donne une liste de batailles militaires du XXIe siècle.
Si vous écrivez un article de description d'une bataille, vous pouvez suivre le modèle d'Article de bataille déjà élaboré. L'encyclopédie y gagnera en homogénéité, et l'article sera immédiatement clair.

## Afrique

### Mali
- Ménaka (1re)
- Tessalit
- Aguel'hoc (1re)
- In Emsal
- Andéramboukane (1re)
- Niafunké
- 1re Tinzawatène
- Tinsalane
- Goumakoura (1re)
- Tessit (1re)
- Soudere
- Tin-Hama (1re)
- Kidal (1er)

Coups d'État
- Coup d'État de 2012 au Mali
- Tentative de coup d'État de 2012 au Mali
- Djicoroni
- Coup d'État de 2020 au Mali
- Coup d'État de 2021 au Mali

Conflit entre les djihadistes et le MNLA (2012)
- Tombouctou (1re)
- Gao (1re)
- Tagarangabotte
- Indelimane (1re)
- Ménaka (2e)

- Konna
- Gao (bombardement)
- Diabaly
- Gao (2e)
- Gao (3e)
- Gao (4e)
- In Khalil
- Tigharghâr
- Timétrine
- Imenas
- Tin Keraten
- In Zekouan et Teurteli
- Tombouctou (2e)
- Gao (5e)
- Teghboubinene et In Arab
- Tombouctou (3e)
- 1re Ber
- Anéfis (1re)
- Anéfis (2e)
- Bordj Badji Mokhtar et In Farah
- Fooïta
- Douaya
- Amazragane
- Tin-Hama (2e)
- Araouane
- Kondaoui
- Tamkoutat
- Ametettaï (bombardement)
- Dayet en Maharat
- Inabohane-Ebahlal
- Kidal (2e)
- Kidal (3e)
- Anéfis (3e)
- Tabankort (1re)
- Indelimane (2e)
- N'Tillit
- Ametettaï
- Tabankort (2e)
- Nampala (1er)
- Ténenkou (1er)
- Tabankort (3e)
- Tabrichat
- Abeïbara
- 1re Léré
- Ténenkou (2e)
- Tin Telout
- Koba
- Nara
- Takoumbaout
- Sama
- Gourma-Rharous (1er)
- Sévaré
- Anéfis (4e)
- Inafarak
- Tiébanda
- Talahandak (1re)
- Wanna
- Aguel'hoc (2e)
- Sévaré
- Nampala (2e)
- Kidal (4e)
- Goumakoura (2e)
- Kazay-Kazay
- Boulikessi (1re)
- Gourma-Rharous (2e)
- Foulsaré
- Dogofry (1re)
- Serma (1re)
- Tikerefinadji
- Bintagoungou
- Inkadogotane
- Djebok
- Takellote
- Touzik
- Adjlal
- Tombouctou (4e)
- Tin Biden
- Indelimane (3e)
- Youwarou
- Soumpi
- Inaghalawass
- Akabar
- Tombouctou (5e)
- Tina
- Aklaz et Awkassa
- Talataye (1re)
- Boni (1re)
- Inabelbel
- Inghalamane
- Tintihidjrene
- Soumouni
- Dogofry (2e)
- Ndaki
- 2e Ber
- Farimaké
- Abanguilou
- Serma (2e)
- Aguel'hoc (3e)
- Elakla
- Dialloubé
- 1re Dioura
- Tiésaba-Bourgou
- Guiré
- Aconit
- Fafa
- Boulikessi (2e)
- Indelimane (4e)
- Bourgou IV
- Tabankort
- Eranga
- 1re Wagadou
- Sokolo
- Tarkint
- 1re Bamba
- Talahandak (2e)
- Bouka Weré
- Sokoura
- Boulikessi (3e)
- Niaki
- Éclipse
- Boulikessi (4e)
- Boni (2e)
- Tessit (2e)
- Aguel'hoc (4e)
- Nokara
- Dangarous
- Bodio

- Mondoro
- Région de Ménaka
- Andéramboukane (2e)
- Tessit (3e)
- Talataye (2e)
- Tadjalalt et de Haroum
- Diafarabé et Koumara
- 3e Ber
- Le Tombouctou et Bamba
- Bourem
- 2e Léré
- 2e Dioura
- 2e Bamba
- Taoussa
- Région de Kidal
- 5e Kidal
- Niafunké
- Labbezanga
- Farabougou
- Dinangourou
- Kwala
- 2e Wagadou
- Mourdiah
- 2e Tinzawatène
- Bamako

### Soudan
- 2003 : Offensive annuelle de la saison sèche

### Tchad
- décembre 2005 : Bataille d'Adré
- 6 janvier 2006 : Bataille de Borota
- 6 mars 2006 : Raid sur Amdjereme
- 13 avril 2006 : Bataille de N'Djaména
- 26 - 27 novembre 2007 : Bataille d'Abou Goulem
- 1er février 2008 : Bataille de Massaguet
- 2 - 4 février 2008: Bataille de N'Djaména

## Asie

### Afghanistan
- 9 novembre 2001 : Bataille de Mazar-e-Charif, les États-Unis et l’Alliance du Nord battent les Talibans
- du 25 novembre au 7 décembre 2001 : Bataille de Ketahar, les forces américaines et l’Alliance du Nord encerclent le gros des forces talibanes
- décembre 2001 : Bataille de Tora Bora, les États-Unis et l’Alliance du Nord font le siège des forces d'Al-Qaïda
- Du 1er mars au 18 mars 2002 : Bataille de Shah-e-Kot (Opération Anaconda), la plus importante bataille entre forces américaines et Talibans échoue (objectif : déloger les Talibans de leurs montagnes).
- 2 février 2007 : une force de 200 à 300 talibans s'empare la ville de Musa Qala (dans le sud de l'Afghanistan), désarme la police et détruit quelques bâtiments.

### Israël-Territoires occupés
- Du 3 avril au 10 mai 2002 : Opération Defensive Shield, Israël attaque les territoires occupés de la Palestine.
- du 30 septembre au 15 octobre : Opération Days of Penitence (entre 104 et 133 morts palestiniens)

### Israël-Liban
- 12 juillet 2006 : Bataille de Ayta ash-Shab
- 19 juillet - 29 juillet 2006 : Bataille de Maroun al-Ras
- 24 juillet - 11 août 2006 : Bataille de Bint Jbeil
- 4 août 2006 : Raid de Tyr
- 10 août 2006 : Bataille de Marjayoun

### Guerre d'Irak
- mars 2003 : Bataille de Nassiriya, les unités blindées et mécanisées des États-Unis franchissent l’Euphrate.
- mars 2003 : Bataille de Nadjaf, le 327e régiment d’infanterie des États-Unis s’empare de la ville. Nadjaf est la première ville importante prise par la coalition
- mars 2003 : Bataille de Samawah, lors d’une bataille acharnée, les États-Unis battent 1 500 soldats irakiens et s’emparent d’un pont sur l’Euphrate.
- mars 2003 : Bataille de Kerbala, la 3e division d’infanterie des États-Unis affronte la Garde républicaine, qui perd 200 soldats (tués, blessés, prisonniers).[réf. nécessaire]
- avril 2003 : Bataille de Bagdad, prise de la ville.
- Bataille de Bassorah : un mois de combats acharnés pour la prise de contrôle de la ville.
- août 2004 : Bataille de Nadjaf, combats autour du cimetière proche de la mosquée d'Ali, entre les forces américaines et l'armée du Mahdi
- du 6 au 29 novembre 2004 : Bataille de Falloujah
- du 26 août au 22 septembre 2005 : Siège de Tall Afar
- à partir du 16 mars 2006 : Bataille de Samarra (opération Swarmer (en)), des forces combinées irako-américaines, appuyées par l’aviation (le plus important assaut aérien depuis 2003), tentent de chasser la rébellion de la ville.
- du 17 juin au 15 novembre 2006 : Bataille de Ramadi
- mars 2008 : bataille de Bassorah, reprise par les Irakiens de la ville aux mains des insurgés.

### Deuxième guerre d'Ossétie du Sud
- Du 8 au 10 août 2008: bataille de Tskhinvali, victoire des Ossètes et de l'armée russe sur la Géorgie

### Intervention de l'OTAN et Révolution en Libye
- Intervention militaire de 2011 en Libye

### Philippines
- 2015 Interventions philippines contre des sympathisants d'ISIL (Abu Sayyaf)
- 2017 Bataille de Marawi - participation US contre des islamistes radicaux

## Europe

### Guerre civile en Ukraine
- Chronologie de la guerre du Donbass

### Ukraine
- Offensive de Kiev
- Offensive du Nord-Est
- Offensive du Donbass
- Offensive de Sud
- Bataille de Kharkiv